# HD 156091
HD 156091 är en dubbelstjärna belägen i den mellersta delen av stjärnbilden Altaret. Den har en skenbar magnitud av ca 5,91 och är svagt synlig för blotta ögat där ljusföroreningar ej förekommer. Baserat på parallaxmätning inom Hipparcosuppdraget på ca 1,3 mas, beräknas den befinna sig på ett avstånd på ca 2 500 ljusår (ca 800 parsek) från solen. Den rör sig närmare solen med en heliocentrisk radialhastighet på ca -5 km/s.

## Egenskaper
Primärstjärnan HD 156091 A är en orange till gul jättestjärna av spektralklass K2 III CHIB/II, som har ovanligt starka linjer av kol, kväve och barium i dess spektrum. Den har en massa som är ca 8 solmassor och har ca 4 270 gånger solens utstrålning av energi från dess fotosfär vid en genomsnittlig effektiv temperatur av ca 4 300 K.
Följeslagaren är en stjärna av 13:e magnituden som ligger separerad med 27,4 bågsekund (år 2000) vid en positionsvinkel av 275°.